# موسى بن عيسى بن موسى
موسى بن عيسى بن موسى بن علي بن عبد الله بن العباس الهاشمي العباسي، أمير عباسي في القرن الثامن الميلادي. ابن الأمير عيسى بن موسى، ووالي الكوفة ومصر ودمشق ومكة والمدينة وأرمينية، وقائد بارز في موقعة فخ.

## نسبه وسيرته
هو موسى بن عيسى بن موسى بن محمد بن علي بن عبد الله بن عباس بن عبد المطلب بن هاشم بن عبد مناف بن قصي بن كلاب بن مرة بن كعب بن لؤي بن غالب بن فهر بن مالك بن النضر بن كنانة بن خزيمة بن مدركة بن إلياس بن مضر بن نزار بن معد بن عدنان.

### نشأته
وُلِد موسى سنة 746م تقريبًا، والده عيسى بن موسى من بني العباس، ووالي الكوفة لفترة طويلة خلال السنوات الأولى من الخلافة العباسية. وابن أخو أول خليفتين: السفاح والمنصور، تزوج موسى من علية بنت المهدي ابنة الخليفة الثالث المهدي.
كان عيسى والد موسى ولي العهد الثاني للخلافة بعد أبي جعفر المنصور. لكنه في عام 764/5م تعرض لضغوط للتنازل عن ولاية العهد وبيعة المهدي بن المنصور وليًا للعهد.

### في عهدي المهدي والهادي
في عهد المهدي جُرد عيسى بن موسى بشكل دائم من الحق في المطالبة بالخلافة، ولكن ظل موسى وعائلته في وضع جيد. وفي عام 780م اصطحبه الأمير هارون الرشيد في حملة ضد الإمبراطورية البيزنطية، وبعد وفاة عيسى عام 783م، أصبح والي الكوفة خلفًا لوالده.
في عام 786م كان موسى أحد القادة العباسيين الذين نجحوا في إخماد تمرد مؤيد للعلويين في مكة في معركة فخ، حيث قاد هو والعباس بن محمد الجناح الأيسر للجيش أثناء القتال. على الرغم من لعبه دورًا بارزًا في النصر، إلا أنه تلقى انتقادات بعد ذلك لقراره إعدام الحسن بن محمد نجل محمد النفس الزكية الذي شارك في الثورة. وكعقوبة على عدم إبقاء الحسن على قيد الحياة، جرده الخليفة الهادي من ممتلكاته، وظل محتجزًا حتى وفاة الهادي.

### في عهد هارون الرشيد
استعمله هارون الرشيد في عدد كبير من المناصب، فولاه الكوفة في ثلاث أو أربع مناسبات منفصلة، كما ولاه مكة والمدينة، ووفقًا لبعض المصادر ولاه اليمن أيضًا. وحج موسى بالناس سنتي 180 هـ/797م و182 هـ/799م.
كما ولاه هارون مصر ثلاث مرات في 787-789م (171–172هـ) و791-792م (175–176هـ) و795-796م (179–180هـ). وجمع له صلاة مصر وخراجها.
خلال فترة ولايته الأولى، ألغى قرار علي بن سليمان الهاشمي بهدم الكنائس الحديثة، وسمح للأقباط بإعادة بناء الكنائس التي أمر علي بهدمها. وكان الوقت الذي أمضاه في مصر هادئًا نسبيًا. حيث فاستشار الفقيهين الليث بن سعد وعبد الله بن لهيعة، فقالا: «هي من عمارة البلاد»، واحتجا بأن عامة الكنائس التي بمصر ما بنيت إلا في زمن الحكم الإسلامي وتحديداً في زمن الصحابة، والتابعين، فأذن ببنائها فبنيت كلها. أقام على الولاية سنة وخمسة أشهر ونصفاً، وصُرف عنها سنة 172هـ، فعاد إلى العراق، فولاه الرشيد الكوفة، فكتب موسى من بغداد إلى الأمير عَسَّامةَ بن عمرو يستخلفه على الصلاة، ثم قدم خليفته على الخراج نصر بن كلثوم.
ثم أعيد ثانية إلى مصر في سنة 175هـ، وسكن بالمعسكر على العادة، وأمر موسى بالزيادة في المسجد الجامع، وزاد فيه الرحبة التي تقابل الصيارفة المعروفة في القرن الرابع الهجري، وحدثته نفسه بالخروج على الرشيد فبلغ الرشيد ذلك فصرفه الرشيد سنة 176هـ.
يورد ابن تغري بردي رواية عن أبي المظفر في تاريخه «مرآة الزمان» أنه «عندما بلغ الرشيد أن موسى بن عيسى يريد الخروج عليه؛ ولَّى عمر بن مهران كاتب الخيزران على مصر، ولكن ابن تغري بردي يعلق بأن أحداً من المؤرخين لم يذكر عمر بن مهران في أمراء مصر، والمرجح أن موسى بن عيسى عُزل بإبراهيم بن صالح العباسي، ولعل الرشيد لم يرسل عمر هذا إلا لنكاية موسى، ثم أقر الرشيد إبراهيم بعد خروج المذكور من بغداد، وكانت ولاية عمر على مصر شبه الاستخلاف من إبراهيم بن صالح؛ ولهذا أبطأ إبراهيم بن صالح عن الحضور إلى الديار المصرية بعد ولايته مصر، «أو كانت ولاية عمر بن مهران على خراج مصر وإبراهيم على الصلاة وهو أوجه من الأول».
في 793م 177هـ ولى موسى دمشق، وعند وصوله إلى سوريا، قام بحملة عسكرية لمدة شهر في حوران لقتال أبي الهيذام المري وأنصاره، ثم استدعاه الخليفة، تاركًا عبد السلام بن حميد لإدارة شؤون دمشق بدلاً منه.
وفي عام 178 هـ 794م، تولى ولاية أرمينية، ثم عُزل بيحيى بن سعيد الحرشي.
وأعيد موسى بن عيسى إلى مصر ثالثة سنة 179هـ، فسكن المعسكر على عادة الولاة، وأصلح بين قيس واليمانية من الحَوف واستمر على إمرة مصر إلى أن صرفه الرشيد عنها بعبيد الله بن المهدي ثانياً في جمادى الآخرة سنة 180 هـ، فخرج من مصر، وتوجه إلى بغداد وصار من أكابر أمراء الرشيد وحج بالناس من بغداد في السنة نفسها، وفي سنة 182 هـ مات بعد عودته من الحج، وقيل إنه لما حج في هذه السنة ندبه الرشيد ليقرأ عهد أولاده بالخلافة في مكة والمدينة، لأن الرشيد كان بايع في هذه السنة لابنه عبد الله المأمون بولاية العهد بعد أخيه محمد الأمين.